# Leongino Unzaim
Leongino Unzaim (16 de maig de 1925 - 23 de març de 1990) fou un futbolista paraguaià.

## Selecció del Paraguai
Va formar part de l'equip paraguaià a la Copa del Món de 1950. Durant la seva carrera jugà a Olimpia Asunción, a la S.S. Lazio italiana, a diversos clubs francesos, i al Rayo Vallecano espanyol.